# Het geheim van Killary Harbour
Het geheim van Killary Harbour was een Vlaams televisiefeuilleton voor de jeugd, rond een mysterie in een Iers havenstadje. Deze jeugdserie werd uitgezonden op de BRT in 1960.
Producers en bedenkers waren Louis De Groof en Bert Struys.

## Hoofdrollen
De volgende acteurs speelden mee in alle afleveringen.
| Acteur          | Personage   |
| --------------- | ----------- |
| Wies Andersen   | Luc Donkers |
| Magda Kleyne    | Sally Moore |
| Cyriel Van Gent | Tom Doyle   |
| Gella Allaert   | Daisy       |
| Jan Matterne    | Mic         |

## Overige rollen
Verder speelden de volgende acteurs mee, op volgorde van aflevering voor zover bekend.
| Acteur              | Personage        | Aflevering |
| ------------------- | ---------------- | ---------- |
| Fons Derre          | agent Farrell    | 3 en 6     |
| Ronny Waterschoot   | vader van Sally  | 3          |
| Jo Nupie            | moeder van Sally | 3          |
| Dora van der Groen  | oude vrouw       | 4          |
| Cara Van Wersch     | dame op bank     | 4          |
| Senne Rouffaer      | O'Sullivan       | 4          |
| Walter Moeremans    | Jimmy            | 5          |
| René Peeters        | Hippoliet        | 5          |
| Vic Moeremans       | winkelier        | 5          |
| Raymond Bossaerts   | Danny Gray       | 6          |
| Jeanine Schevernels |                  |            |
| Frank Aendenboom    |                  |            |
| Jef Ceulemans       |                  |            |